# エジプト日本科学技術大学
エジプト日本科学技術大学（えじぷとにほんかがくぎじゅつだいがく、英語: Egypt-Japan University of Science and Technology (E-JUST)）は、エジプト・アラブ共和国 アレクサンドリア県 ボルグ・エル・アラブ市に本部を置くエジプト・アラブ共和国の国立大学。2010年創立、2010年大学設置。大学の略称はE-JUST。

## 概要
エジプト日本科学技術大学 (アラビア語: الجامعة المصرية اليابانية للعلوم والتكنولوجيا, ラテン文字: al-gāmaaʿa al-almāsreya al-alyābaneya lel ʿoloom wal toknologya ) はエジプト国政府によって設置された、日本型の工学教育の特徴を活かした「少人数、大学院・研究中心、実践的かつ国際水準の教育提供」をコンセプトとする大学である。日本国政府は国際協力機構を主体に技術的指導などの支援を行っている。2017年秋から、新学部生が入学予定。 

## 学部
- 工学部
- 国際ビジネス人文学部

## 大学院
- 電気・電子情報学類
  - 電気・通信工学専攻
  - コンピュータ・情報工学専攻
- 創造理工学類
  - メカトロ・ロボティクス専攻
  - 経営工学専攻
  - 材料工学専攻
- エネルギー環境学類
  - 化学・石油化学工学専攻
  - エネルギー資源工学専攻
  - 環境工学専攻

## 沿革
- 2010年 エジプト日本科学技術大学開学。大学院工学研究科設置
- 2017年 学部設置
- 2021年 全施設完成予定